# غوس كانون
غوس كانون (بالإنجليزية: Gus Cannon)‏ هو فنان الشارع وموسيقي أمريكي، ولد في 12 سبتمبر 1883 في مسيسيبي في الولايات المتحدة، وتوفي في 15 أكتوبر 1979 في ممفيس في الولايات المتحدة.

## وصلات خارجية
- غوس كانون على موقع IMDb (الإنجليزية)
- غوس كانون على موقع ميوزك برينز (الإنجليزية)
- غوس كانون على موقع أول ميوزيك (الإنجليزية)
- غوس كانون على موقع ديسكوغز (الإنجليزية)